# 桐栄良三
桐榮 良三（とうえい りょうぞう、1922年1月12日 - 2003年2月16日）は、日本の化学工学者。京都大学名誉教授。主な専門は乾燥工学。
工学博士（1953年）（学位論文「固体乾燥の応用的研究」）。香川県出身。

## 略歴

### 学歴
- 1943年　京都帝国大学工学部化学機械学科（現工業化学科化学プロセス工学コース）卒業[1]

### 職歴
- 1945年9月　京都帝国大学工学部講師[2]。
- 1948年2月　京都大学工学部化学機械学科 助教授
- 1961年4月　京都大学工学部化学工学科教授（機械系単位操作講座担当）
- 1962年4月　京都大学工学部化学工学科教授（拡散系単位操作講座担当）
- 1975年4月　京都大学工学部長（1977年3月まで）
- 1976年5月　京都大学ヘリオトロン核融合研究センター長事務取扱（7月まで）
- 1985年3月　京都大学退官
- 1985年4月　京都大学名誉教授[3][4]
- 1985年4月　富山工業高等専門学校校長（1989年3月まで）[5]。

#### 学内における役職
- 京都大学評議員（1971年4月-1972年11月）

#### 学外における役職
- 1982年　　化学工学協会（現化学工学会）会長

## 受賞歴
- 1985年　　化学工学協会（現化学工学会）学術賞
- 1996年　　勲二等旭日重光章[6]

## 著書
- 『気流乾燥装置』 （日刊工業新聞社）1960年
- 『乾燥装置』（日刊工業新聞社）1966年
- 『化学工学概論』 （産業図書）1979年
- 『食品工学基礎講座』（光琳）1988年